# وحيد الفتال
وحيد الفتال هو لاعب كرة قدم لبناني في مركز حراسة المرمى، ولد في 1978 في بيروت في لبنان. شارك مع منتخب لبنان لكرة القدم. أما مع النوادي، فقد لعب مع النادي الأهلي صيدا وشباب الساحل ونادي الأنصار ونادي الحكمة لكرة القدم ونادي النجمة.

## وصلات خارجية
- وحيد الفتال على موقع قاعدة بيانات كرة القدم.إي يو (الإنجليزية)
- وحيد الفتال على موقع ناشيونال فوتبول تيمز (الإنجليزية)
- وحيد الفتال على موقع Soccerway.com (الإنجليزية)
- وحيد الفتال على موقع كووورة